# El Quetzal
El Quetzal é uma cidade da Guatemala do departamento de San Marcos. 